# عقد لمفاوية أمام الأبهر
تقع العقد اللمفاوية أمام الأبهر (باللاتينية: Nodi lymphoidei praeaortici) أمام الشريان الأبهر، يمكن تقسيمها إلى ثلاث مجموعات مرتبة حول مناشئ الشرايين المقابلة:
- العقد اللمفية البطنية.
- العقد اللمفاوية المساريقية العلوية.
- العقد اللمفاوية المساريقية السفلية.

## العقد اللمفاوية البطنية
يتم تقسيم العقد اللمفاوية البطنية في ثلاث مجموعات:
- العقد اللمفاوية المعدية.
- العقد اللمفاوية الكبدية.
- العقد اللمفاوية الطحالية.

تشكل هذه المجموعات أيضاً مجموعاتها الفرعية الخاصة.

## العقد اللمفاوية المساريقية العلوية
يتم تقسيم العقد اللمفاوية المساريقية العلوية إلى ثلاث مجموعات:
- العقد اللمفاوية المساريقية.
- العقد اللمفاوية المعوية القولونية.
- العقد اللمفاوية لمسراق القولون.

## العقد اللمفاوية المساريقية السفلية
تحتوي العقد اللمفاوية المساريقية السفلية على مجموعة فرعية:
- العقد اللمفاوية المجاورة للمستقيم.

## مصدر اللمف الوارد
تتلقى العقد اللمفاوية أمام الأبهر بعض الأوعية من العقد اللمفاوية الأبهرية الوحشية، ولكن اللمف الوارد الرئيسي لها يأتي من الأعضاء التي تتروى من الشرايين الثلاثة التي ترتبط بها، وهي الجذع الزلاقي، الشريان المساريقي العلوي، والشريان المساريقي السفلي.
بعض من لمفها الوارد ينزح إلى العقد اللمفاوية خلف الأبهر، ولكن الجزء الأعظم منها يتحد ليشكل الجذع اللمفاوي المعوي، والذي يدخل إلى صهريج الكيلوس.

## صور إضافية

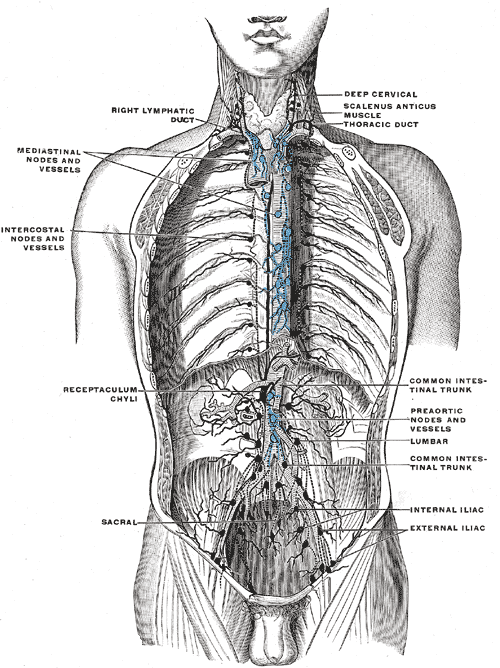
العقد والأوعية اللمفاوية العميقة للصدر والبطن.

## روابط خارجية
- http://www.instantanatomy.net/thorax/vessels/lnodes.html